# Site de pêche de la pointe de Bardsville
Le site de pêche de la pointe de Bardsville est un site patrimoniale à Mont-Valin.

## Voir plus